# 文政審議会
文政審議会（ぶんせいしんぎかい）は、1924年に公布された文政審議会官制（大正13年4月15日勅令第85号）に基づき内閣に設置され、内閣総理大臣の監督のもとその諮詢に応じて国民精神の作興、教育の方針、その他文政に関する重要事項に関する事項を調査審議することを所掌事務とした諮問機関。1935年12月に廃止。 
文政審議会は、14件の諮詢を受け、12の答申と3件の建議を行った。

## 諮問・答申内容

### 第1号 小学校令改正ノ件（義務教育年限延長実施）
- 諮問年月日 1924.5.3

概要
1. 小学校の修業年限を8年とすること。
2. 尋常小学校と高等小学校の区別を廃止し、修業年限3年の高等小学校を廃止すること。
3. 第7・第8学年の課程は現今の高等小学校の例に拠るが、なお一層徳性の涵養に努めると共に実業的陶冶に重きを置き、かつ現地の状況により裁量の余地を大きくすること。
4. 学齢児童保護者は満14歳まで児童を就学させる義務を負うこととすること。
5. 小学校の教科目は、修身、国語、算術、国史、地理、理科、体操、唱歌、図画、実業、裁縫とし、現地の状況により手工、家事、外国語その他の必要な教科目を加えることを可能とすること。
6. 中等学校への連絡は概ね現今体制のままとすること。
7. 改正小学校令の実施期日を大正14年4月1日とすること。
8. 大正14年4月以降当分の間は実業補習学校前期の就学をもって小学校第7・第8学年の就学に代えることを認める。

- 答申年月日 1924.6.18諮問撤回

### 第2号 中等学校改善ノ為中等教科書ノ標準編纂ノ件
- 諮問年月日 1924.5.3

概要
1. 中等教育の改善を図るため主務省において中等教科書の標準たるものを編纂し、著作者にこれにより執筆するよう促すこと。
2. 上記について意見を求める。

- 答申年月日 1924.6.18諮問撤回

### 第3号 師範教育ノ改善充実ニ関スル件
- 諮問年月日 1924.12.2

概要
- 次により師範教育の改善充実を図るものとする。

1. 師範学校第一部の修業年限を5年とし現制の予備科を廃止すること。
2. 師範学校第一部は高等小学校第2学年修了程度を入学資格とすること。
3. 師範学校第二部の修業年限は男子が1年、女子は1年または2年とし、中学校高等女学校卒業程度を入学資格とすること。
4. 師範学校に修業年限1年の専攻科を置き、本科卒業者またはこれと同等以上の学力を有する者を入学資格とすること。

- 答申年月日 1924.12.25（付帯決議）

概要
- 提案のとおり実施を認める。

付帯決議
1. 師範学校ノ職員ノ待遇ヲ改善セラキタキコト
2. 師範学校卒業者ニ対シ一層高等ナル教育ヲ受ケ得ル途ヲ開カレタキコト

### 第4号 学校ニ於ケル教練ノ振作ニ関スル件
- 諮問年月日 1924.12.10

概要
1. 学校における教練を振作するため中等程度以上の学校に現役将校を配属し、学校長の指揮監督のもとにその教授に当たること。
2. 上記について意見を求める。

- 答申年月日 1925.1.11（希望事項付）

概要
- 提案のとおり実施を認める。

次のとおり希望事項を追加。
1. 配属将校ノ監督ニ関シ文部陸軍両省ノ系統ヲ明カニセラレタキコト
2. 体操科ニ主任ヲ置ク場合ニハ他ノ学科目ノ主任ト同シク学校長ノ適当ト認ムル者ヲ以テ之ニ充ツルコト
3. 中等学校ニ在学セサル一般ノ青年ニ対シテモ成ルヘク速ニ本案ニ準シ教練ヲ実施セラレタキコト

### 第5号 幼稚園令制定ノ件
- 諮問年月日 1925.12.9

概要
幼児教育の施設を改善するため左記要項により幼稚園令を制定したい。
1. 幼児の心身を健全に発達させ善良な性情を涵養し特に家庭教育を補うことに務めること。
2. 市町村、町村学校組合または私人が幼稚園を設置できること。
3. 地方長官が必要と認める場合は市町村、町村学校組合に対して幼稚園の設置を命じることができること。
4. 幼稚園は独立して設置することも、小学校に付設することも可能であること。
5. 幼稚園の入園は満3歳から尋常小学校に入学するまでの幼児を対象とし、必要により3歳未満の幼児も収容できること。
6. 保母はなるべく師範学校卒業程度と同等以上の学力を有する者とし、各幼稚園に相当の人数を配置すること。
7. 幼稚園の設備については標準の大綱を示すが、地域の実情に沿った設置を容易にすること。

上記について意見を求める。
- 答申年月日 1926.1.13（一部修正）

概要
諮問の第3項を削除し、その他は提案のとおり実施を認める。

### 第6号 高等小学校制度ノ改善ニ関スル件
- 諮問年月日 1925.12.9

概要
近時国民の向学心が進み高等小学校入学者が著しく増加している。ついては以下の趣旨により高等小学校制度を改善してその充実を図り、一層国民教育の進展を期し義務教育年限延長の実施時期を早めたい。
1. 教科目ニ付テハ実業科目ヲ必修トシ之ニ相当時数ヲ配シテ実業的陶冶ニ力ヲ用ヒ一層実際生活ニ適応に適応セシムルコト
2. 実業科目ノ内容ヲ拡張シ土地ノ状況ニ依リ裁量ノ余地ヲ多カラシムルコト
3. 教科課程ニ付テハ修身及国史ノ内容ヲ充実改善シ徳操ノ涵養並公民的陶冶ニ一層意ヲ用フルコト
4. 教員ノ配置ニ付テハ教科目担任ノ趣旨ヲ加味シ一層教授ノ徹底ヲ期スルコト

- 答申年月日 1926.1.13（一部修正）

概要
諮問の第1項中「実業科目ヲ必修トシ」を「特別ノ場合ヲ除クノ外実業科目ヲ必修トシ」に改め、第3項中「修身及国史ノ内容ヲ充実改善シ」を「修身及国史ニ重キヲ置キ」に改め、その他は提案のとおり実施を認める。

### 第7号 青年訓練ニ関スル件
- 諮問年月日 1925.12.10

概要
時代の情勢に鑑み青年の心身を鍛錬して健全なる国民、善良なる公民たるの資質を涵養するため、次の要項により青年訓練を実施したい。
1. 青年訓練ハ年齢概ネ十六歳ヨリ二十歳ニ至ルマテノ男子ニ対シテ之ヲ行フコト
2. 青年訓練ハ市町村ノ施設トスルコト　但シ多数ノ青年ヲ使用スル工場、鉱山、商店等ニ在リテハ地方長官ノ認可ヲ受ケ本施設ヲ為スヲ得ルコト
3. 青年訓練ハ小学校又ハ実業補習学校ニ於テ行フヲ常例トシ特別ノ事情アルトキハ地方長官ノ認可ヲ受ケ他ノ場所ニ於テ行ヒ得ルコト
4. 本施設ヲ青年訓練団ト称スルコト
5. 青年訓練団ノ事務ヲ担当スル者ヲ青年訓練団主事トシ小学校長又ハ実業補習学校ノ教員、在郷軍人其ノ他地方長官ニ於テ適当ト認メタル者ニ之ヲ依嘱スルコト
6. 青年訓練団ノ課程ハ修身及公民科、普通学科、職業科及教練トスルコト
7. 現ニ学校ニ在学スル者若クハ相当ノ学力アリト認メラレル者其ノ他特殊ノ事由アル者ニ対シテハ課程ノ一部ヲ課セサルヲ得ルコト
8. 青年訓練ハ地方ノ事情ニ応シ適当ナル時期ニ之ヲ行フコト
9. 青年訓練団ノ課程ヲ修了セル者ニハ修了証ヲ授与スルコト
10. 青年訓練団ノ課程ヲ修了セル者ニハ陸軍ニ於テ在営年限ノ短縮ヲ行フコト

- 答申年月日 1926.1.14（付帯決議）

概要
青年訓練団の名称は不適当なので青年訓練所その他の適当な名称に改めること。その他は提案のとおり実施を認める。

### 第8号 大学令改正ニ関スル件
- 諮問年月日 1926.12.4

概要
現行大学令は大学の設立が可能な公共団体を北海道及び府県に限定しているが、特別の必要がある場合、市にも大学設立を認めるよう改正したい。
- 答申年月日 1926.12.11

概要
提案のとおり実施を認める。

### 第9号 師範教育制度改正ニ関スル件
- 諮問年月日 1926.12.4

概要
師範教育制度に関し次のとおり改正を行いたい。

1. 師範教育令第一条ヲ左ノ如ク改ムルコト

高等師範学校及女子高等師範学校ハ師範学校、中学校、高等女学校ノ教員タルヘキ者ヲ養成スルヲ以テ目的トシ、師範学校ハ小学校ノ教員タルヘキ者ヲ養成スルヲ以テ目的トス

高等師範学校、女子高等師範学校及師範学校ニ於テハ教育者タルノ人格ヲ陶冶シ特ニ国家思想ノ涵養ニ力ムヘキモノトス

2. 特別ナル必要アル場合ニ於テハ市ニ対シテモ師範学校ノ設立ヲ認ムルコト

3. 高等師範学校専攻科ヲ卒業シタル者ニ対シ学士ト称スルコトヲ得シムルコト
- 答申年月日 1926.12.11（一部修正・希望事項付）

概要
次の修正事項、希望事項を付し、その他は提案のとおり実施を認める。
修正事項
第一項中「国家思想ノ涵養」ヲ「国体観念ノ養成」ニ改ム
希望事項
1. 師範教育ニ於テハ我国固有ノ淳風美俗ト改正法典トノ関係ニ付深ク留意セラレムコトヲ望ム
2. 市ニ対シテ師範学校ノ設置ヲ認ムル以上ハ特ニ其ノ監督指導上遺憾ナキヲ期セラレムコトヲ望ム

### 第10号 学位令改正ニ関スル件
- 諮問年月日 1927.12.17

概要
現行学位令では、学位の授与またその取消について、大学が文部大臣の認可を要するが、大学のみの判断で行う事が出来るよう改正したい。
- 答申年月日 1928.3.30

概要
提案のとおり実施を認める。

### 第11号 中学校教育改善ニ関スル件
- 諮問年月日 1928.9.28

概要
次の要項により中学教育を改善したいので、意見を求める。
第一 左ノ趣旨ニ依リ新ニ生徒教養ノ要旨ヲ規定スルコト
中学校ニ於テハ中学校令ノ趣旨ニ基キ小学校教育ノ基礎ニ拠リ一層高等ノ程度ニ於テ道徳教育及国民教育ヲ施シ生活上有用ナル普通ノ知能ヲ養ヒ且体育ヲ行フコトヲ旨トシ特ニ左ノ事項ニ留意シテ其ノ生徒ヲ教養スルコト
一 教育ニ関スル勅語ノ旨趣ニ基キ学校教育ノ全般ヨリ道徳教育ヲ行ハンコトヲ期シ常ニ生徒ヲ実践躬行ニ導キ殊ニ国民道徳ノ養成ニ意ヲ用ヒ我カ建国ノ本義ト国体ノ尊厳ナル所以トヲ会得セシメ忠孝ノ大義ヲ明ニシ其ノ信念ヲ鞏固ナラシムルヲ期スヘキコト
二 独立自主ノ精神ヲ養ヒ勤労ヲ愛好スルノ習慣ヲ育成シ且協同ヲ尚ヒ責任ヲ重ンスル観念ヲ涵養スルニ努ムヘキコト
三 専ラ心力ノ啓発ヲ旨トシ徒ニ専門的学術ノ体系ニ泥ムコトナク社会生活上適切有用ナル智能ヲ養ハンコトヲ期スヘキコト
四 生徒ノ身体ヲ強健ナラシムルト共ニ精神ヲ鍛錬シ青年ノ闊達ナル気風ヲ養ハンコトヲ期スヘキコト
第二 左ノ旨趣ニ依リ学科課程ヲ整理按排スルコト
一 中学校ニ於テハ道徳、公民科、国語国漢、歴史、地理、外国語、数学、理科、図画、音楽、作業科、体操ヲ基本科目トシ国語漢文、法制経済、外国語、数学、博物、物理及化学、衛生、図画、音楽、実業ヲ増課科目トスルコト第一学年、第二学年ニ在リテハ基本科目ノミニ付一様ノ学科課程（毎週教授総時数各約三十時）ヲ定メテ之ヲ学習セシメ第三学年以上ニ在リテハ基本科目ニ付一様ノ学科課程（毎週教授総時数各約二十時）ヲ定メテ之ヲ学習セシムルノ外増課科目ヲ課スルコトトシ其ノ選択組合セニ依リテ第一種及第二種ノ両課程ヲ編制シ生徒ヲシテ何レカ其ノ一課程ヲ選修セシムルコト但シ特別ノ事情アル場合ニ於テハ文部大臣ノ認可ヲ受ケ学校ニ於テ第一種課程又ハ第二種課程ノミヲ設クルヲ得シムルコト
両課程ノ増課科目ニ付テハ其ノ各学科目ニ配当スヘキ毎週教授時数又ハ其ノ最大限及時小限ヲ定ムルト共ニ増課科目ニ充ツヘキ総時数ノ最大限及最小限ヲ定メ其ノ範囲内ニ於テ地方ノ情況ニ依リ学科目及教授時数ニ付適宜選択組合セ（第一課程ニ在リテハ必ス実業ヲ加ヘ第二種課程ニ在リテハ必ス外国語ヲ加ヘ又両課程共成ルヘク国語漢文ヲ加ヘシムルコト）ヲ行フヲ得シムルコト
二 第一種課程ヲ選修シタル者及第二種課程ヲ選修シタル者共ニ資格其ノ他ニ関シテハ差別ヲ設ケサルコト
第三 左ノ旨趣ニ依リ学科ノ内容ヲ改善スルコト
一 特ニ国民精神ノ涵養ニ力ムルヲ旨トシ道徳、国語漢文、歴史、地理等ノ教授内容ヲ改ムルコト
イ 修身ノ名称ヲ道徳ト改メ従来ニ比シ一層我カ建国ノ体制ト国体ノ本義ヲ明ラカナラシムルニ力メ新ニ道徳及社会生活ノ原理ノ概要ヲ授ケ特ニ我カ国民道徳ニ関スル信念ヲ一層鞏固ナラシムルニ力ムルコト
ロ 国語漢文購読ノ材料ニ於テ従来ニ比シ国民性ノ涵養ニ資スヘキモノヲ一層多カラシメ又国語ニ於テハ従来近古文ニ止メタルヲ簡易ナル中古文及上古文ニモ及ホシ又漢文ハ日本外史、日本政記、大日本史等ノ如キ邦人ノ著作ヲ主トシ論語、孟子等ノ如キ古来国民思想ニ環形アリタル漢籍ヨリ之ヲ選ヒ増課科目ニアリテハ国語漢文共ニ主トシテ古今ノ名家ノ著書又ハ其ノ抄本ヲ使用セシムルコト
ハ 歴史ノ教授ハ徒ニ細密ナル事実ノ穿鑿ニ流ルルノ弊ヲ防クニ力メ特ニ国史教育ノ充実ヲ期シ外国歴史ハ稍稍之ヲ簡約ナラシメ更ニ歴史教授ノ順序ヲ改メ低学年ニ於テハ国史ヲ背景トスル東洋史ヨリ始メ西洋史ニ進ミ高学年ニ於テ国史ヲ授ケ日本文化史ヲ以テ終結スルモノトシ又ハ低学年ニ於テ国史ヲ成ルヘク郷土材料ニ依リテ教授スルニ始メ次ニ東洋史、西洋史ニ及ホシ高学年ニ於テ審ニ国史ヲ授クルモ可ナルモノトスルコト
ニ 地理ハ本邦ノ世界ニ於ケル地位ヲ知ラシメ国民的自覚ヲ促スニ資スル為外国地理ヲ授クル場合ニ於テモ特ニ経済、産業等ニ付本邦ト密接ノ関係アル地方ヲ審カニシ其ノ他ノ地方ハ比較的簡約ナラシムルコト
二 実際生活ニ有用ナル知能ヲ養ヒ且勤労ヲ愛好スルノ精神ヲ涵養スル為作業科ヲ新設シ理科実業等ノ教授内容ヲ改ムルコト
イ 作業科ハ之ヲ基本科目トシ五学年ヲ通シテ之ヲ課シ作業ニ依リ勤労ヲ愛好スルノ気風ヲ養ヒ兼ネテ日常生活上有用ナル知能ヲ得シムルヲ以テ旨トシ園芸、工作其ノ他ノ作業ヲ其ノ内容ト為スコト
ロ 従来ノ博物、物理及化学ヲ綜合シテ理科ヲ設ケ必スシモ専門的科学ノ体系ニ泥ムコトナク実際生活ニ有用ナル知識ヲ養フニ力メ殊ニ従来ニ比シ観察実験ニ重キヲ置キ且教授順序ハ第一学年ニ於テ日常生活ニ関スル一般理科ヨリ始メ第二学年以後博物的事項、物理及化学的事項ニ進ミ第五学年ニ於テ応用理科ヲ課スルモノトシ又ハ第一学年及第二学年ニ於テ一般理科ヲ授ケ第三学年ヨリ第五学年ニ至ル迄博物的事項、物理及化学的事項ヲ課スルモ可ナルモノトスルコト
ハ 実業ハ毎週教授時数ヲ増加シ第三学年ヨリ之ヲ課シ農業、工業、商業等ヲ綜合シ又ハ適宜分合シテ其ノ内容ヲ定メ特ニ実習作業ニ重キヲ置クコト
三 新ニ公民科ヲ設ケテ基本科目トナシ従来ノ法制経済ノ知識的教育ニ傾キシニ鑑ミ其ノ教授ハ特ニ遵法ノ精神ト共存共栄ノ本義トヲ会得セシメ公共ノ為ニ奉仕シ協同シテ事ニ当ルノ気風ヲ養ヒ公民的陶冶ヲ為スヲ旨トシ殊ニ道徳、歴史、地理、実業等ノ教授ト連繋ヲ保タトムルコト
四 学科課程ヲ全般ニ亘リ整理按排スル関係上従来比較的多クノ時数ヲ配当シタル外国語、数学ノ毎週授業時数ヲ減少シ其ノ基本的知識ハ基本科目トシテ一様ニ之ヲ授ケ進ミタル程度ノ学習ハ増課科目ニ於テ選修セシムルモノトスルコト
- 答申年月日 1929.6.20（一部修正・希望事項付）

概要
別紙のとおり修正の上実施のこと。実施に当っては次の各項を実行することを望む。
希望事項
1. 第二種課程ニ於ケル外国語、数学ノ毎週授業時数ノ最大限ハ之ヲ現行時数以下ニ減少セサルコト
2. 剣道又ハ柔道ハ之ヲ必ス課スルモノトセラレタキコト

別紙修正内容※修正箇所は太字で示す。
第二 左ノ旨趣ニ依リ学科課程ヲ整理按排スルコト
一 中学校ニ於テハ修身、公民科、国語国漢、歴史、地理、外国語、数学、理科、図画、音楽、作業科、体操ヲ基本科目トシ国語漢文、法制経済、外国語、数学、理科、図画、音楽、実業ヲ増課科目トスルコト第一学年、第二学年、第三学年ニ在リテハ基本科目ノミニ付一様ノ学科課程（毎週教授総時数第一学年、第二学年ニ在リテハ各約三十時、第三学年ニ在リテハ約三十二時）ヲ定メテ之ヲ学習セシメ第四学年以上ニ在リテハ基本科目ニ付一様ノ学科課程（毎週教授総時数各約二十時）ヲ定メテ之ヲ学習セシムルノ外増課科目ヲ課スルコトトシ其ノ選択組合セニ依リテ第一種及第二種ノ両課程ヲ編制シ生徒ヲシテ何レカ其ノ一課程ヲ選修セシムルコト尚第三学年ニ在リテモ基本科目（毎週授業時数約二十時）ノ外増科目ヲ課シ第一種及第二種ノ両課程ヲ編成スルヲ得シムルコト特別ノ事情アル場合ニ於テハ文部大臣ノ認可ヲ受ケ学校ニ於テ第一種課程又ハ第二種課程ノミヲ設クルヲ得シムルコト
両課程ノ増課科目ニ付テハ其ノ各学科目ニ配当スヘキ毎週教授時数又ハ其ノ最大限及時小限ヲ定ムルト共ニ増課科目ニ充ツヘキ総時数ノ最大限及最小限ヲ定メ其ノ範囲内ニ於テ地方ノ情況ニ依リ学科目及教授時数ニ付適宜選択組合セ又其ノ選択組セニ関シテハ左ノ旨趣ニ依ルコト
 (1）実業ハ第一種課程ニ在リテハ必ス之ヲ加フルコト
 (2）国語漢文ハ両課程共ニ成ルヘク之ヲ加ヘシムルコト
第三 左ノ旨趣ニ依リ学科ノ内容ヲ改善スルコト
一 特ニ国民精神ノ涵養ニ力ムルヲ旨トシ修身、国語漢文、歴史、地理等ノ教授内容ヲ改ムルコト
イ 修身ニ於テハ従来ニ比シ一層我カ建国ノ体制ト国体ノ本義ヲ明ラカナラシムルニ力メ新ニ道徳及社会生活ノ原理ノ概要ヲ授ケ特ニ我カ国民道徳ニ関スル信念ヲ一層鞏固ナラシムルニ力ムルコト
ロ 国語漢文購読ノ材料ニ於テ従来ニ比シ国民性ノ涵養ニ資スヘキモノヲ一層多カラシメ又国語ニ於テハ従来近古文ニ止メタルヲ簡易ナル中古文及上古文ニモ及ホシ漢文ハ主トシテ古来国民思想ニ関係アリタル邦人ノ著作並漢籍ヨリ之ヲ選ヒ増課科目ニアリテハ国語漢文共ニ主トシテ古今ノ名家ノ著書又ハ其ノ抄本ヲ使用セシムルコト
ハ 歴史ノ教授ハ徒ニ細密ナル事実ノ穿鑿ニ流ルルノ弊ヲ防クニ力メ特ニ国史教育ノ充実ヲ期シ外国歴史ハ稍稍之ヲ簡約ナラシムルト共ニ常ニ国史ト密接ナル連絡ヲ保ツコトニ留意シ高学年ニ於テ審ニ国史ヲ授クルコト
二
ロ 従来ノ博物、物理及化学ヲ綜合シテ理科ヲ設ケ必スシモ専門的科学ノ体系ニ泥ムコトナク実際生活ニ有用ナル知識ヲ養フニ力メ殊ニ従来ニ比シ観察実験ニ重キヲ置キ且教授順序ハ低学年ニ於テ日常生活ニ関スル一般理科ヨリ始メ進ミテ博物的事項、物理及化学的事項ヲ課スルモノトシ又応用理科ヲ課スルヲ得シムルコト
三 新ニ公民科ヲ設ケテ基本科目トナシ従来ノ法制経済ノ知識的教育ニ傾キシニ鑑ミ其ノ教授ハ特ニ遵法ノ精神ト共存共栄ノ本義トヲ会得セシメ公共ノ為ニ奉仕シ協同シテ事ニ当ルノ気風ヲ養ヒ公民的陶冶ヲ為スヲ旨トシ殊ニ修身、歴史、地理、実業等ノ教授ト連繋ヲ保タトムルコト
四 削除

### 第12号 夜間中学校制度ニ関スル件（未提出）
- 諮問年月日 未提出

### 第12号 師範教育改善ニ関スル件
- 諮問年月日 1930.12.4

概要
次の要項により師範教育を改善したいので、意見を求める。
第一 師範学校ノ第二部ノ修業年限ヲ二年トナスコト
第二 師範学校ニハ文部大臣ノ認可ヲ受ケ第一部又ハ第二部ノ一ヲ置カザルヲ得シムルコト
第三 左ノ旨趣ニ依リ師範学校ノ学科課程ヲ改善スルコト
一 従来ニ比シ一層国民精神ノ涵養ニ適セシメンガ為 (イ) 修身科ニ於テハ国体観念ヲ明徴ナラナシメ道義的信念ヲ叶鞏固ニシテ穏健中正ナル人生観ヲ抱カシメンコトヲ期ス (ロ) 国語漢文科ニ於テハ国文学史ノ大要ヲ授クルト共ニ国民性ノ涵養ニ資スベキ材料ヲ多カラシム (ハ) 歴史科ニ於テハ外国歴史ヲ稍々簡略ナラシメ国史ヲ一層精深ニス (ニ) 地理科ニ於テハ特ニ経済、産業等ニ関シ本邦ト密接ノ関係アル地方ヲ審ニシテ国民的自覚ヲ促スニ資ス
二 実際生活ニ適切有用ナル教育ヲ施サンガ為　(イ) 地理科ニ於テ新ニ地方研究ヲ課シテ地方ノ産業、経済、行政、社会等ノ情勢ヲ理解セシム (ロ) 博物、物理及化学ヲ綜合シテ理科ヲ設ケ一層実際生活ニ適切ナル理科的知能ヲ養ハシム (ハ) 農業科及商業科ヲ改メテ実業科トナシ農業、商業ノ一科目ヲ置キ又ハ之ヲ適宜分合シテ教授内容ヲ定メ第一部及第二部トモ男生徒ニハ各学年ヲ通シテ之ヲ必修セシメ女生徒ニハ選修科目トシテ学習シ得シム
三 公民的陶冶ヲ厚クセンガ為法制及経済科ヲ改メテ公民科トナシ法制上、経済上及社会上ノ事項ノ概念ヲ授クルト共ニ遵法ノ精神ト共存共栄ノ本義トヲ会得セシメ公共ノ為ニ奉仕シ共同シテ事ニ当ルノ気風ヲ養フニ力ム
四 教授ノ効果ヲ一層大ナラシメンガ為第一部第三学年以下ニ於テハ所定ノ学科目ヲ一様ニ学習セシメ第四、五学年及第二部ニ於テハ一様ニ課スヘキ基本課目ノ外生徒ノ能力趣味等ニ応ジ選修セシムヘキ学科目ヲ置ク
- 答申年月日 1930.12.23（希望事項付）

概要
提案のとおり実施を認める。実施に当たっては次の希望事項の実行を望む。
一 教員ノ名称待遇ニ関シテハ其ノ学校職員中相当ノ員数ヲ限リ専門学校ノ職員ニ準ゼシムルコト
一 第一部第二部対立ノ制度ニ関シテハ将来其ノ実績ニ徴シ尚十分ノ調査攻究ヲ為スコト
一 修業年限四年ノ高等女学校卒業者ヲ入学セシムル第二部ノ修業年限ハ之ヲ三年トス但シ土地ノ状況ニ依リ当分ノ内二年トナスヲ得シムルコト
一 第二部ノ修業年限ヲ延長スル為学級数ヲ減スル必用ル場合ニハ大体左ノ例ニ依ルコト
(一) 第一部二学級（新規募集）以上ノ学校ニ在リテハ先ヅ第一部ノ学級数ヲ減ズ
(二) 第一部一学級（新規募集）ニシテ第二部二学級（新規募集）以上ノ学校ニ在リテハ先ヅ第二部ノ学級数ヲ減ズ
(三) 第一部一学級（新規募集）ニシテ第二部一学級（新規募集）ノ学校ニ在リテハ先ヅ専攻科ノ学級数ヲ減ズ

### 第13号 大阪帝国大学創設ニ関スル件
- 諮問年月日 1931.4.9

概要
大阪帝国大学を設け、次の要項により医学部・工学部・理学部を置くことについて意見を求める。
一 医学部　公立大阪医科大学ヲ国ニ移管シ昭和七年ヨリ開設スルコト
一 工学部　官立大阪工業大学ヲ移シ昭和七年度ヨリ開設スルコト
一 理学部　昭和六年度ヨリ之ヲ置キ同八年度ヨリ各学科ヲ開設スルコト
- 答申年月日 1931.4.14（希望事項付）

概要
次の希望事項を付して提案を認める。
一、本案ハ之ヲ是認スルモ斯ノ如キ教育上重要ナル問題ハ将来予メ文政審議会ニ付議セラレンコトヲ望ム
二、高等教育ノ制度及施設ニ関シ根本的改善ノ策ヲ講セラレンコトヲ望ム

### 第14号 青年学校制度制定ニ関スル件
- 諮問年月日 1935.1.12

概要
時代の趨勢に鑑み青年教育の進展を図るため、実業補習学校と青年訓練所を廃止し、次の事項により両者の特質を採り入れた青年学校を新設したいので、意見を求める。
一、名称　青年学校
二、目的　青年学校ハ男女青年ニ対シ其ノ心身ヲ鍛錬スルト共ニ職業及実際生活ニ須要ナル知識技能ヲ授ケ以テ国民タルノ資質ヲ向上セシムルヲ目的トス
三、設立主体
(一) 公立　北海道府県 市町村、市町村学校組合、町村学校組合、（費用負担ノ為学区ヲ設クルコトヲ得）
(二) 私立　商工会議所、農会其ノ他之ニ準ズベキ公共団体 私人
四、課程ノ種別
(一) 本科
(二) 普通科 尋常小学校ヲ卒業シ青年学校ノ教育ヲ受ケントスル者ノ為普通科ヲ置クコトヲ得　土地ノ情況ニ依リ普通科ノ課程ノミヲ置ク学校ヲ設置スルコトヲ得
(三) 研究科 本科ヲ卒業シタル者ノ為研究科ヲ置クコトヲ得
(四) 専修科 主トシテ職業ニ関スル特別ノ事項ヲ修得セシムル為専修科ヲ置クコトヲ得
五、訓練期間
(一) 本科
(イ) 男子　五年　但シ土地ノ情況ニ依リ四年ト為スコトヲ得（当分ノ内土地ノ情況ニ依リ二年又ハ三年ト為スコトヲ得）
(ロ) 女子　三年　但シ土地ノ情況ニ依リ二年ト為スコトヲ得
(二) 普通科　二年
(三) 研究科　一年以上
(四) 専修科　適宜之ヲ定ム
六、入学資格
(一) 本科　普通科修了者若ハ高等小学校卒業者又ハ年齢十四年以上ニシテ相当ノ素養アル者
(二) 普通科　尋常小学校卒業者又ハ相当ノ素養アル者
(三) 研究科　本科卒業者又ハ相当ノ素養アル者
(四) 専修科　適宜之ヲ定ム
七、訓練項目
(一) 本科
(イ) 男子　修身及公民科、普通学科、職業科、教練科
(ロ) 女子　修身及公民科、普通学科、職業科、家事及裁縫科、体操科
(二) 普通科　
(イ) 男子　修身及公民科、普通学科、職業科、体操科
(ロ) 女子　修身及公民科、普通学科、職業科、家事及裁縫科、体操科
(三) 研究科　適宜之ヲ定ム但シ修身及公民科ハ之ヲ欠クコトヲ得ズ
(四) 専修科　主トシテ職業科ニ関スル事項ニ就キ適宜之ヲ定ム但シ修身及公民科ハ之ヲ欠クコトヲ得ズ
八、訓練時数
(一) 本科　一年ニ付左ノ時数ヲ下ラザルモノトス
(イ) 男子
第一年　修身及公民科　二〇　普通学科　五〇
及
第二年　職業科　七〇　教練科　七〇
計　二一〇
第三年　修身及公民科　二〇　普通学科・職業科　九〇
乃至
第五年　教練科　七〇
計　一八〇
(ロ) 女子
修身及公民科　二〇　普通学科　五〇
職業科・家事及裁縫科　一一〇　体操科　三〇
計　二一〇
(二) 普通科　一年ニ付左ノ時数ヲ下ラザルモノトス
(イ) 男子
修身及公民科　二〇　普通学科　八〇
職業科　六〇　体操科　四〇
計　二一〇
(ロ) 女子
修身及公民科　二〇　普通学科　八〇
職業科・家事及裁縫科　八〇　体操科　三〇
計　二一〇
(三) 研究科　適宜之ヲ定ム
(四) 専修科　適宜之ヲ定ム
九、職員（公立）
学校長、教諭、助教諭、指導員及書記トス
十、授業料　徴集スルコトヲ得ズ但シ監督官庁ノ認可ヲ受ケタル場合ハ此ノ限ニ在ラズ
- 答申年月日 1935.1.21（一部修正・希望事項付）

概要
提案に次の修正を行いその実施を認める。
一　二、目的中「其ノ心身ヲ鍛錬スルト共ニ」ヲ「其ノ心身ヲ鍛錬シ徳性ヲ涵養スルト共ニ」ニ改ム
二　四、課程ノ種別中普通科ヲ(一)、本科ヲ(二)トシ(一)ヲ左ノ如ク改ム
(一)　普通科
土地ノ情況ニ依リ普通科ハ之ヲ置カザルコトヲ得又土地ノ情況ニ依リ普通科ノ課程ノミヲ置ク学校ヲ設置スルコトヲ得
三　五、訓練期間中「訓練期間」ヲ「教授及訓練期間」ニ改メ普通科ヲ(一)、本科ヲ(二)、トス
四　六、入学資格中普通科ヲ(一)、本科ヲ(二)トス
五　七、訓練科目中「訓練科目」ヲ「教授及訓練期間」ニ改メ普通科ヲ(一)、本科ヲ(二)、トス
六　八、訓練時数中「訓練時数」ヲ「教授及訓練時数」ニ改メ普通科ヲ(一)、本科ヲ(二)、トス
付帯決議
本案ノ実効ヲ完ウスル為当局ハ速ニ左ノ各項ヲ実施セラレンコト望ム
一　中央及地方ニ於ケル指導監督機関ヲ充実スルコト
二　職業科ニ関スル専任教員ヲ各学校ニ少クトモ一名以上ヲ置クコト
三　教員養成機関ヲ整備拡充スルコト
四　義務制ノ実施ヲ期スルコト

## 構成委員等
※1924年4月15日任命
- 総裁 内閣総理大臣
- 副総裁 文部大臣
- 副総裁　一木喜徳郎（1925.4.8辞任[20]） → 江木千之（1925.12.3[21]、1932.8.23死去）→ 岡田良平（1933.1.20[22]、1934.3.23死去）→ 阪谷芳郎（1934.12.28[23]）
- 委員

- 水野錬太郎
- 江木千之
- 鈴木喜三郎
- 小橋一太
- 佐竹三吾

- 井上孝哉
- 西野元
- 林頼三郎
- 鶴見左吉雄
- 古在由直

- 荒木寅三郎
- 佐野善作
- 三宅米吉
- 穂積陳重
- 井上哲次郎

- 藤沢利喜太郎
- 一木喜徳郎
- 有松英義
- 山梨半造
- 山川健次郎

- 平沼騏一郎
- 八代六郎
- 大島健一
- 福原鐐二郎
- 阪谷芳郎

- 渋沢栄一
- 床次竹二郎
- 鵜澤總明
- 犬養毅
- 岡田良平

- 高田早苗
- 木場貞長
- 上田萬年
- 林博太郎
- 大木遠吉

- 澤柳政太郎
- 鎌田栄吉
- 青木信光
- 團琢磨
- 徳富猪一郎

- 安達謙蔵
- 本山彦一
- 林毅陸
- 鵜澤總明
- 木村久寿弥太

- 幹事
  - 木下道雄
  - 上田荘太郎
  - 船田中
  - 下村寿一 → 窪田治輔（1927.12.19[24]）
  - 吉田熊次
  - 伊藤仁吉
  - 沢田源一
  - 赤間信義 → 河原春作（1927.12.19[24]）→ 小笠原豊光（1929.8.1[25]）
  - 木村正義 → 伊東延吉（1927.12.19[24]）→ 山川建（1929.2.21[26]）
  - 森岡常蔵（1924.4.29[27]）（1934.12.28[23]、東京文理科大学長）
  - 潮恵之輔（1924.5.2[28]）（1928.9.28[29]）
  - 三矢宮松（1924.5.2[28]）
  - 田昌（1924.5.2[28]）
  - 河田烈（1924.5.2[28]）
  - 黒崎定三（1924.5.9[30]）
  - 佐上信一（1929.2.21[26]）
  - 次田大三郎（1929.8.1[25]）
  - 藤井真信（1929.8.1[25]）
  - （文部書記官）高田休廣（1929.8.1[25]）→ 堀池英一（1934.12.24[31]）
  - 館哲二 → 島田昌勢（1929.9.24[29]）
  - （文部書記官）中島霊円 → 有光次郎（1934.12.24[31]）
  - 三辺長治（1931.5.6[32]）
  - （内閣書記官）川嶋孝彦（1931.12.28[33]）
  - （内務省地方局長）安井英二（1932.7.1[34]）
  - （法制局参事官）村瀬直養（1933.4.10[35]）→ 樋貝詮三 （1933.9.29[36]）
  - （大蔵省主計局長）賀屋興宣（1934.6.1[37]）
  - （文部書記官）朝比奈策太郎（1934.12.24[31]）
  - （文部省督学官）篠原助市（1934.12.24[31]）

### 委員の追加・交代・辞任
- 江木千之（1924.12.2[38]）
- 江木翼（1924.12.2[38]）
- （大蔵次官）田昌（1924.12.2[38]）→ 黒田英雄（1927.12.19[24]）→ 河田烈（1929.8.1[25]）→ 黒田英雄（1932.3.3[39]）→ 藤井真信 （1934.6.1[37]）→ 津島壽一 （1934.7.31[40]）
- （農商務次官）四条隆英（1924.12.2[38]）→（商工次官）四条隆英（1925.12.3[21]）→ 三井米松（1929.4.18[41]）→ 田島勝太郎（1930.11.27[42]）→ 吉野信次 （1932.3.3[39]）
- 斯波忠三郎（1924.12.2[38]）
- （東京女子高等師範学校長）茨木清次郎（1924.12.2[38]）
- （貴族院議員）田所美治（1924.12.2[38]）
- （衆議院議員）大津淳一郎（1924.12.2[38]）
- （衆議院議員）関直彦（1924.12.2[38]）
- （師範学校長）滝沢菊太郎（1924.12.2[38]）
- （公立中学校長）川田正澂（1924.12.2[38]）
- 犬養毅（1924.12.2辞任[38]）
- 一木喜徳郎（1925.4.8辞任[20]）
- 穂積陳重 → 岡野敬次郎（1925.12.3[21]）
- 安達謙蔵 → 樋口秀雄（1925.12.3[21]）
- （内閣書記官長）塚本清治（1925.12.3[21]）→ 鳩山一郎（1927.12.19[24]）→ 鈴木富士彌（1929.8.1[25]）→ 川崎卓吉（1931.4.21[43]）→ 森恪（1932.3.3[39]）→ 柴田善三郎 （1932.7.1[34]）→ 堀切善次郎（1933.4.10[35]）→ 河田烈（1934.7.31[40]）→ 吉田茂（1934.11.2[44]）
- （農林次官）阿部寿準（1925.12.3[21]）→ 松村真一郎（1929.8.1[25]）→ 石黒忠篤（1932.3.3[39]）→ 長瀬貞一（1934.7.31[40]）
- 長谷川乙彦（1925.12.3[21]）
- 近衛文麿（1926.6.8[45]）
- 井上哲次郎（1926.11.13辞任[46]）
- 櫻井錠二（1926.12.6[47]）
- 杉山四五郎（1927.12.19[24]）
- （司法次官）林頼三郎 → 小原直（1927.12.19[24]）→ 皆川治広（1932.3.3[39]）→ 金山季逸（1934.7.31[40]）
- 佐藤寛次（1927.12.19[24]）
- 吉岡郷甫（1927.12.19[24]）
- 鈴木達治（1927.12.19[24]）
- 富井政章（1927.12.19[24]）
- 粕谷義三（1927.12.19[24]）
- 堀切善兵衛（1927.12.19[24]）（1928.9.28[29]）
- 南弘 （1928.9.28[29]）
- 田中隆三 （1928.9.28[29]）
- 井上孝哉 （1928.9.28[29]）（1930.7.1[48]）
- 山梨半造 → 大庭二郎（1928.9.28[29]）→ 奈良武次 （1933.5.30[49]）
- （東京帝大総長）小野塚喜平次（1929.2.21[26]）→ 長與又郎（1934.12.28[23]）
- 西村丹治郎（1929.2.21[26]）（1930.7.1[48]）→ 野村嘉六（1931.5.6[32]）（1932.7.1[34]）
- 新城新蔵（1929.4.18[41]）
- 三宅米吉（1929.4.18[41]）
- 溝淵進馬（1929.11.29[50]）（1931.2.5[51]）
- 平生釟三郎（1929.11.29[50]）
- 大瀬甚太郎（1930.7.1[48]）
- （衆議院議員）山崎達之輔（1930.7.1[48]）（1932.7.1[34]）→ 東郷実（1934.12.28[23]）
- 増田義一（1930.7.1[48]）（1932.7.1[34]）
- 山下源太郎（1930.11.27[42]、1931.2.18死去）→ 野間口兼雄 （1931.9.30[52]）
- 伊沢多喜男（1931.5.6[32]）
- （内務次官）湯浅倉平（1924.12.2[38]）→ 川崎卓吉（1925.12.3[21]）→ 次田大三郎（1931.9.30[52]）→ 河原田稼吉（1932.3.3[39]）→ 潮恵之輔（1932.7.1[34]）→ 丹羽七郎（1934.7.31[40]）
- （早稲田大学総長）高田早苗 → 田中穂積（1931.9.30[52]）
- （法制局長官）佐竹三吾 → 塚本清治（1924.12.2[38]）→ 山川端夫（1925.12.3[21]）→ 前田米蔵（1927.12.19[24]）→ 川崎卓吉（1929.8.1[25]）→ 武内作平（1931.4.21[43]）→ 斎藤隆夫（1931.11.25[53]）→ 堀切善次郎（1932.7.1[34]）→ 黒崎定三 （1933.4.10[35]）→ 金森徳次郎（1934.7.31[40]）
- 松浦鎮次郎（1932.3.3[39]）
- 安藤正純（1932.7.1[34]）
- 有賀長文（1933.1.20[22]）
- （京都帝大総長）松井元興（1934.12.28[23]）
- 真野文二（1934.12.28[23]）
- 粟屋謙（1934.12.28[23]）
- 永田秀次郎（1934.12.28[23]）
- 野村益三（1934.12.28[23]、臨時委員から）

### 臨時委員
- （陸軍次官）畑英太郎 → 阿部信行（1928.9.28[29]）→ 杉山元（1930.12.20[54]）→ 小磯國昭（1932.7.1[34]）→ 柳川平助（1933.2.20[55]）→ 橋本虎之助（1934.12.28[23]）
- 赤司鷹一郎 （1928.9.28[29]）
- 西村房太郎（1929.4.18[41]）
- 斯波貞吉（1929.11.29[50]）（1930.7.1[48]）
- （海軍次官）小林躋造（1930.12.20[54]）→ 左近司政三（1931.12.22[56]）→ 藤田尚徳 （1932.7.1[34]）→ 長谷川清（1934.5.25[57]）
- （拓務次官）小村欣一（1930.12.20[54]）→ 堀切善兵衛（1931.2.5[51]）→ 河田烈（1932.7.1[34]）→ 坪上貞二（1934.7.31[40]）
- 野村益三（1932.3.3[39]）→ 辞任（1934.12.28[23]、委員へ）
- 山崎猛（1932.7.1[34]）
- （公立実業学校長）大山綱志（1934.12.28[23]）
- （東京府公立小学校長）小池喜八（1934.12.28[23]）